# يوغي والبحث عن كنز
يوغي والبحث عن الكنز (بالإنجليزية: Yogi's Treasure Hunt)‏ هو مسلسل كارتون رسوم متحركة بث لأول مرة في 6 سبتمبر 1985 وانتهى بثه في 25 مارس 1988،
عرضت السلسلة على قناة سبيستون تحت عنوان الدب يوغي: فريق المهمات الصعبة.[بحاجة لمصدر]

## ملخص القصة
يتكلف الدب يوغي، الدب بووـ بوو،الحارس سميث، كلب الصيد هاكليبيري، كيك دراو مكغراو، اوغي دوغي، دوغي دادي، سناغليبوس، سنوبر وبلابر للذهاب في مهمة لاصطياد الكنز حول العالم بأمر من توب كات أمام ديك داستاردلي وكلبه موتلي الذي يستخدمون حيلهم الشريرة المعتادة في محاولة للإيقاع بالدب يوغي وأصدقائه لاصطياد الكنز.

## الشخصيات
- الدب يوغي
- الدب بوو ـ بوو
- الحارس سميث
- كلب الصيد هاكيلبيري
- كيك دراو مكغراو
- توب كات
- اوغي دوغي
- دوغي دادي
- سناغليبوس
- سنووبر
- بلابر
- ديك داستاردلي
- ماتلي ...

## وصلات خارجية
- يوغي والبحث عن كنز على موقع IMDb (الإنجليزية)
- يوغي والبحث عن كنز على موقع كينوبويسك (الروسية)
- يوغي والبحث عن كنز على موقع قاعدة بيانات الفيلم (الإنجليزية)